# Trichiolaus mermeros
Trichiolaus mermeros är en fjärilsart som beskrevs av Paul Mabille 1878. Trichiolaus mermeros ingår i släktet Trichiolaus och familjen juvelvingar. Inga underarter finns listade i Catalogue of Life.